# Sacrognophos
Sacrognophos là một chi bướm đêm thuộc họ Geometridae.